# Megalotocepheus undulatus
Megalotocepheus undulatus är en kvalsterart som beskrevs av Hammer 1981. Megalotocepheus undulatus ingår i släktet Megalotocepheus och familjen Otocepheidae. Inga underarter finns listade i Catalogue of Life.